# Agung Jaya (Air Manjunto)
Agung Jaya is een bestuurslaag in het regentschap Muko-Muko van de provincie Bengkulu, Indonesië. Agung Jaya telt 1431 inwoners (volkstelling 2010).